# Церковь Рождества Христова на Красном поле
Церковь Рождества Христова на Красном поле (на Кладбище) — недействующий православный храм в Великом Новгороде, построенный в конце XIV века. Расположен за Окольным городом на Рождественском кладбище с востока от города близ улицы Фёдоровский ручей. В храме сохранился ансамбль монументальной живописи, созданный при участии приезжих мастеров. Живопись Рождественской церкви имеет близкое сходство с памятниками моравской школы в Сербии того же времени. В настоящее время открыт как музей.

## История храма
Даты строительства храма приводятся в Третьей и Четвёртой новгородских летописях. Однако впервые церковь на этом месте была построена раньше. В Новгородской первой летописи под 1226 годом упомянуто строительство храма Рождества Христова, однако не указано ни места его расположения, ни того, был ли он каменным или деревянным. Под 1230 и 1255 годами храм упоминался в связи с тем, что рядом с ним устраивались скудельни — общие погребения для умерших в голодные годы. В дошедшем до нас в рукописи XVIII века Синодике перечислены имена новгородцев, по-видимому, заботившихся о строительстве и последующих ремонтах храма с момента его строительства вплоть до XVIII века. Первым в качестве основателя храма упомянут великий князь Дмитрий Донской. Тем не менее в 1386 году строения возникшего при храме монастыря были сожжены новгородцами в числе других пригородных обителей при подходе к городу великого князя, находившегося в тот момент в состоянии «размирья» с новгородцами. Это не помешало дальнейшему существованию Рождественского монастыря, так как уже в 1388 году его игумен Афанасий был одним из кандидатов на избрание новгородским архиепископом. Обитель долгое время жила по особножительному уставу. Вероятно, что её насельники были знатного происхождения и не желали полностью лишаться всего своего имущества. При храме продолжали хоронить умерших от эпидемий, а также странников, нищих, погибших от насильственной смерти и казнённых. С XV века в четверг седьмой недели по Пасхе совершалось особое поминовение всех погребённых, в котором участвовали собиравшиеся в храм игумены других новгородских монастырей и поповские старосты шести городских соборов. Богослужение заканчивалось крестным ходом на место скудельниц. Известно, что помимо Рождественского храма в монастыре была трапезная с церковью, сгоревшая в 1547 году вскоре после освящения. В связи с тем же бедствием упомянута и колокольня с упавшими при пожаре колоколами. После Смутного времени в переписи новгородских храмов 1615 года упомянут только Рождественский храм с деревянной трапезной и приделом. В то время обитель была приписана к процветавшему Антониеву монастырю. Прежнее положение монастырю вернула царская грамота 1649 года. Просуществовав ещё столетие он был упразднён в ходе секуляризации церковных земель в 1764 году. Рождественский храм стал приходским, а затем кладбищенским.

### Рождественское кладбище
В XVIII веке на кладбище были погребены казнённые здесь князья Долгоруковы. В 1768 году над их могилой была сооружена церковь в честь святого Николая, разрушенная в середине XX века. С южной стороны от храма похоронена Любовь Петровна Рахманинова (1849—1929) — мать композитора Сергея Рахманинова. Здесь же недалеко от храма расположена могила архитектора Любови Митрофановны Шуляк (1897—1997), руководившей послевоенной реставрацией церкви Рождества.

## Архитектура храма
Церковь Рождества представляет собой пример небольшого по размеру и скромного по отделке монастырского строения. Это крестово-купольный храм, имеющий характерные формы новгородского зодчества XIV века. План здания прямоугольный, вытянутый с запада на восток. С западной стороны примыкает притвор 1829 года, с востока одна алтарная апсида. Фасады первоначально были завершены трёхлопастными арками, кровля была положена непосредственно по сводам. Позднее её сделали прямой восьмискатной. Барабан купола имеет четыре щелевидных окна. Верхняя его часть украшена полукруглыми нишами и декоративным фризом из зигзагообразно положенных кирпичей — бегунцом. Плоскости фасадов разделены лопатками на три прясла. Исключение представляет восточный фасад не имеющий лопаток. У храма два портала: западный перспективный, стрельчатый и южный, имеющий полукруглое завершение. Порталы украшены поребриком. Окна на фасадах расположены в два ряда. Они углублены в ниши с полукруглым завершением. Лишь верхнее окно южного фасада имеет стрельчатую нишу, а окно над западным входом в храм украшено бровкой. Там же в верхней части западного фасада расположены три ниши — центральная полукруглая и две круглые. В них сохранились остатки росписи. В настоящее время западный фасад храма располагается в интерьере притвора. На боковых фасадах церкви есть традиционные для Новгорода поклонные кресты, причём на северном фасаде на уровне человеческого роста расположен большой крест, так же сохранивший остатки росписи. Наружные поверхности стен оставлены неоштукатуренными. Кладка из местных камней ракушечника и плитняка с использованием кирпича покрыта лишь тонким слоем розоватой известняковой обмазки.
Внутри церковь слабо освещена. Свет из узких окон попадает лишь в верхнюю зону интерьера, что создаёт подходящее для монастыря настроение молитвенной сосредоточенности и отрешённости от внешнего мира. Подпружные арки, несущие своды и купол, опираются на четыре столба. При этом западные столбы имеют внизу скруглённую форму. Выше к ним примыкает деревянный настил хор. В их юго-западной части в замкнутой каморе был устроен придел. Раньше деревянный настил шёл и вдоль северной стены, где сохранились сделанные на фресках граффити. Стены и столбы соединены воздушными связями — первоначально деревянными, заменёнными затем металлическими балками. Сохранились следы от крепления трёхъярусного иконостаса (не сохранился). Интерьер церкви перестраивался, в частности в XVII веке был разделён на два яруса. В процессе реставрации ему были возвращены первоначальные формы. Восстановлен пол из кирпича, положенного «в ёлочку». Особенностью Рождественского храма является его нарочито небрежные формы: отсутствие симметрии, кривизна линий и углов, указывающие на не столь высокое качество строительства. В этом маленький монастырский храм уступает более большим и богатым городским постройкам своего времени — церквям Спаса на Ильине, Феодора Стратилата на Ручью и др. Главной ценностью его является прекрасная настенная живопись.

## Фрески
Сведений о времени росписи храма не сохранилось. Однако на основании стилистической близости к фрескам других новгородских храмов конца XIV века (Спаса на Ковалёве, Благовещения на Городище) их обычно относят к 1390-м годам. Храм был расписан через некоторое время после строительства, так как в его интерьере под слоем живописи есть более ранняя не расписанная штукатурка. Росписи сохранились достаточно полно. Нижняя же зона и угловые помещения храма росписи не имели за исключением отдельной композиции в жертвеннике. Фрески страдали от пожаров, а также во время поздних ремонтов храма. В 1827 году их забелили, а частью прописали масляной краской. Известный исследователь новгородских древностей архимандрит Макарий (Миролюбов) описал остававшиеся ещё не забелёнными фрески купола и ниши в жертвеннике. Однако к началу XX века росписи были целиком скрыты штукатуркой. Лишь в 1912 году реставратор-иконописец П. И. Юкин раскрыл композицию Успение Богоматери. В следующем году по инициативе Александра Анисимова Новгородское Общество любителей древностей постановило продолжить расчистку фресок. Материальную помощь реставраторам оказала председатель Московского Археологического общества графиня П. С. Уварова. В конце 1920-х годов Н. Е. Брягин составил докладную записку о состоянии росписи, а затем продолжилась её дальнейшая реставрация под руководством Юрия Олсуфьева. Основные работы были сделаны в 1936—1937 годах. Однако в 1945—1946 годах были обнаружены ещё нераскрытые росписи на западном своде храма. При этом оказалось, что в стене храма застрял неразорвавшийся артиллерийский снаряд. В последующие десятилетия реставрационные работы были завершены вначале под руководством Г. С. Батхеля, а затем А. С. Кузнецова.

### Программа росписи
В куполе храма изображён Христос Вседержитель, окружённый небесными силами. Эта традиционная, венчающая пространство храма композиция имеет характерные и для других новгородских церквей особенности. Правая благословляющая рука Господа полусжата так же, как на утраченной фреске купола Софийского собора. Небесные силы — четыре архангела, два херувима и два серафима напоминают их изображения в других ансамблях XIV века: Спасе на Ильине, Феодоре Стратилате на ручью и др. Ниже между окон барабана попарно изображены восемь пророков: Аввакум и Даниил, Иезекииль и Иоанн Предтеча, Исаия, Илья и два неизвестных. Частично сохранились надписи на развёрнутых свитках в руках пророков. Ещё восемь пророков — Моисей и Аарон, Исаия и Иона, Иеремия и Софония, Малахия и ещё одна утраченная фигура — представлены на подпружных арках, несущих купол, а на арке отделяющей конху алтарной апсиды изображены первосвященники Мелхиседек и Захария. Здесь же в алтаре на боковых гранях восточных столбов напротив друг друга изображены цари Давид и Соломон. Столь многочисленные ветхозаветные персонажи дополнены традиционными фигурами пишущих евангелистов, изображённых в парусах храма. Над восточной подпружной аркой между фигурами евангелистов помещён Спас Нерукотворный — образ Христа на убрусе. На соответствующих местах над боковыми арками изображены обращённые к образу Спасителя ангелы, а напротив убруса над западной аркой другой образ Христа — Эммануил. В зените каждой из арок над головами пророков помещены крупные медальоны с торжественными изображениями крестов-никитрионов.
Изображения других святых в храме малочисленны. Некогда в боковых нефах храма над малыми арками, несущими северный и южный своды, располагались медальоны со святителями, из которых уцелел лишь один в северо-восточном углу храма с образом св. Симеона Иерусалимского. На северо-западном столбе располагаются фигуры двух святых мучеников-воинов, один из которых может быть назван Феодором Стратилатом. На соответствующей грани юго-западного столба фигур святых нет. Так как в этом углу устроена замкнутая камера, её восточная, выходящая в интерьер храма глухая стена полностью занята изображением Преображения Господня, входящего в цикл двунадесятых праздников.
В небольшой Рождественской церкви этот цикл представлен лишь несколькими композициями на сводах и стенах храма. Цикл начинается Благовещением, которое как и во множестве других древнерусских церквей, представлено особым образом на восточных столбах храма так, что фигуры архангела Гавриила и Богоматери фланкируют алтарь. В Рождественском храме фигура Богородицы не сохранилась. Напротив друг друга на южной и северной стенах соответственно были изображены две наиболее масштабные композиции, отмечающие начало и конец евангельской истории — Рождество Христово и Успение Богородицы. Обе они сильно пострадали от времени. Из изображения Рождества лучше всего сохранилась фигура ангела, благовествующего пастухам. В Успении погибло изображение лежащей на смертном одре Богородицы, однако прекрасно сохранились окружающие Её скорбящие апостолы. На склонах южного, западного и северного сводов изображены Сретение и Крещение Господне (ниже под ним располагается величественное изображение Преображения), Воскрешение Лазаря, Распятие и Снятие с креста.
На западном своде напротив Воскрешения Лазаря изображены две малые сцены, представляющие благовестие Захарии о рождении его сына Иоанна Предтечи и благовестие молящимся Иоакиму и Анне о рождении от них Богородицы. Ещё две сцены из евангельской истории изображены на восточном своде в алтарной части храма: отрок Иисус в храме (Преполовение) и беседа Христа с Самарянкой. Эти евангельские сюжеты связаны с периодом празднования Пасхи.
Между ними в своде алтарной апсиды располагается изображение Богоматерь с двумя предстоящими Ей архангелами — второй по значению после Христа образ в росписи храма. Богородица изображена в типе Оранты с Младенцем Христом на лоне. Ещё одна небольшая композиция располагалась в северной части алтаря в жертвеннике. Здесь было представлено поклонение Жертве. Сохранились фигуры святителей Василия Великого и Иоанна Златоуста и ангел-диакон с рипидой.
Ещё одной темой в росписях церкви является монашество, что соответствует предназначению Рождественского храма. На западной стене на хорах изображена сцена преподания ангелом монашеского устава преподобному Пахомию, а на боковых гранях западных столбов святые Ефрем Сирин и Савва Освященный.
Нижние части стен и угловые помещения храма росписи не имели. Особенностью ансамбля является непривычное расположение евангельских композиций, помещённых на сводах, но частично заходящих на соседние с ними стены. Таким образом верхние части стен — люнеты — разделены пополам и не имеют своих собственных композиций. Возможно, это связано с тем, что работавшие здесь художники-сербы привыкли к храмам триконхам, имевшим не только восточную, но и боковые апсиды.

### Художественные особенности живописи
Роспись Рождественской церкви была создана в период расцвета монументальной живописи Новгорода в последних десятилетиях XIV — начале XV века. В это время здесь было построено и расписано множество каменных храмов. Росписи многих из них не были чем-то исключительным, представляя собой пример массового, отчасти стандартизированного искусства. Однако даже в таких ансамблях, исполненных не самыми первыми мастерами, нет примитивизации художественного языка. Более того, при всех недостатках, они сохраняют не только высокое качество живописи, но и содержат интересные, поразительно живые образы. Именно таковы фрески церкви Рождества.
Фрески исполнены в крупном масштабе, соответствующем их лаконичной программе. Хотя в композиционном построении росписей и в пропорциях отдельных фигур видны определённые просчёты и недостатки, фрески церкви Рождества исполнены живо и непринуждённо. Своим насыщенным, многоцветным колоритом, многослойным письмом с постепенной лепкой объёмов они близки к знаменитым росписям церкви Спаса на Ковалёве. Однако колорит рождественских фресок светлее, здесь больше света и цветных рефлексов. Изображения создают ощущение пространственности, свежего дыхания, лёгкой подвижности фигур. В живописи ощущается живая натура художников, работавших свободно и артистично. Письмо ликов тщательное, очень тонкое, близкое к станковой иконописи. Образы персонажей становятся здесь особенно проникновенны, глубоки и одновременно близки к миру человеческих чувств: боли и радости, ошибок и просветлений.
Вероятно, что в росписи принимали участие как приезжие мастера, так и местные новгородцы. Среди них был один ведущий, наиболее талантливый художник, которому стремились подражать и другие участвовавшие в работе мастера. Исследователи почти единодушно отмечают сходство фресок церкви Рождества с живописью сербской моравской школы, в особенности церкви Вознесения монастыря Раваница 1387 года.